# Giuseppe Antonicelli
Giuseppe Antonicelli (Castrovillari, 1897 – 10 marzo 1980) è stato un direttore d'orchestra italiano.

## Biografia
Fu molto attivo in Italia, soprattutto nel settore dell'opera lirica, dagli anni 1920 agli anni 1950. Diresse nella maggior parte dei teatri d'opera italiani con maggior fraquenza al Teatro alla Scala di Milano, al Teatro Regio di Torino, al Teatro San Carlo di Napoli, al Teatro La Fenice di Venezia, al Teatro Donizetti di Bergamo, al Teatro Nuovo di Torino e al Teatro Lirico Giuseppe Verdi di Trieste. Diresse poi ben 158 rappresentazioni al Metropolitan Opera House di New York City nel periodo 1948-1950.